# Filippo Lauri
Pour les articles homonymes, voir Lauri.
Filippo Lauri (Rome, 25 août 1623 - 12 décembre 1694), dit aussi Philippe Lauri ou Philippe Laure en France, est un peintre italien baroque du XVIIe siècle qui a été actif à Rome.

## Biographie

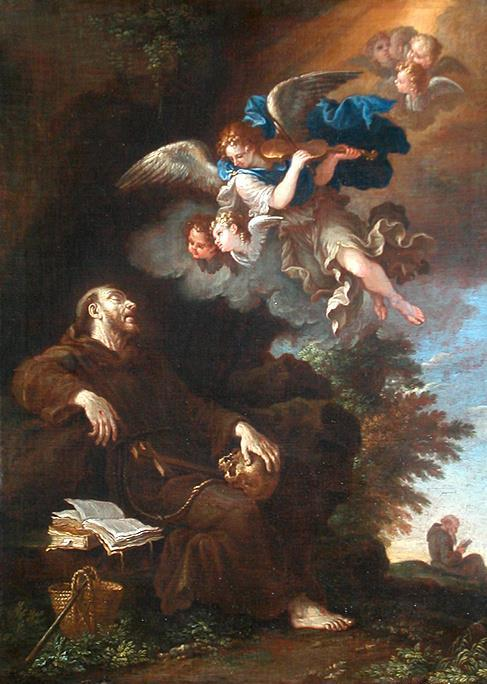
L'extase de Saint François d'Assise, Filippo Lauri, Musée du Louvre.

Fils de Bathazar Lauwers (italianisé en Baltassare Lauri), un peintre flamand de paysages et élève de Paul Bril, Filippo est initié à la peinture par son père puis il émigre d'Anvers à Milan, puis à Rome, et apprend auprès de son frère aîné Francesco Lauri, élève d'Andrea Sacchi, puis, à la suite de la mort de ce dernier, jeune, il suit les enseignements d'Angelo Caroselli son beau-frère.
En 1654 Filippo devient membre de l'Accademia di San Luca de Rome, et, plus tard, son Principe, c'est-à-dire son directeur.

## Critique
Dezallier d'Argenville lui a consacré une notice, dans son Abrégé de la vie des plus fameux peintres (1745), retranscrite ici en intégralité :

« Philippe Lauri prit naissance dans la ville de Rome en 1623 ; son père, Balthasar étoit d'Anvers, & vint s'établir en Italie où il eut deux fils ; l'un Francesco sous la conduite du Sacchi devint habile peintre, & mourut à vingt-cinq ans ; Philippe fut le second. Balthasar étoit bon peintre & disciple de Paul Bril ; il s'aperçut avec joye que son fils Philippe en allant à l'école, sans jamais avoir vû de dessein, faisoit le portrait de tous ses camarades. Une inclination aussi marquée le destinoit à devenir un grand peintre. Son père le mit avec son autre fils François qui lui apprit les premiers élémens de l'art : la mort prématurée de François le fit passer dans l'école d'Angelo Caroselli son beau frère qui s'étoit acquis quelque réputation dans la peinture. Philippe fit de si grands progrès qu'il surpassa son maître de toutes manières : il perdit en ce temps là son père, & peu après son maître qui l'aimoit tant que pour le faire connoître il lui amenoit tous les étrangers curieux qui venoient lui rendre visite à Rome.
Philippe qui avoit beaucoup étudié, quitta aussitôt sa première manière & s'appliqua à peindre des sujets d'histoire en petit avec des fonds de païsage d'un frais & d'une légèreté admirables : il fit aussi plusieurs grands tableaux pour des Églises, où il réüssissoit moins bien que dans les petits ; du reste il a laissé plusieurs ouvrages imparfaits.
La nature qui lui avoit refusé une belle figure, l'avoit doué de plusieurs talens ; outre qu'il possédoit la perspective, il étoit poëte & sçavant dans l'histoire & dans la fable, son esprit enjoué & ses heureuses saillies réjoüissoient souvent ses amis.
Son barbier ayant entendu dire qu'il avoit donné un tableau à son apotiquaire pour l'avoir soigné dans une maladie, se flatta d'obtenir la même faveur. Il le pria donc de lui faire un tableau : Philippe qui connut son intention, fit sa caricature & imita les gestes ridicules qu'il faisoit en lui parlant : il écrivit au bas du tableau, celui-ci cherche une duppe & ne l'a point trouvé : il l'envoya chez le barbier à l'heure qu'il sçavoit que se rassembloient dans sa boutique plusieurs de ses amis. Chacun trouvant le portrait des plus grotesques, se mit à rire & à se mocquer de lui ; ses amis l'empêchèrent de le mettre en pièces. Philippe se réjoüit ainsi aux dépens de son barbier, dont la main lui parut trop dangereuse pour s'en servir dans la suite. 
On ne peut pas dire que Philippe Lauri ait été un des premiers peintres de Rome ; il dessinoit bien, il étoit gracieurx, son païsage étoit frais & de bon goût, sa couleur variée, souvent trop forte & plus souvent un peu foible. Il peignoit ordinairement des sujets de métamorphose, des bachanales, souvent même des sujets d'histoire qu'il traitoit avec beaucoup de finesse : ces morceaux se sont répandus en Angleterre, en Espagne, en Allemagne & par toute l'Europe.
Il ne voulut jamais se marier ni se géner à former des élèves ; son plaisir étoit de s'amuser avec ses amis, & de leur faire des tours plaisans & pleins d'imagination. On le voyoit dans les fêtes publiques se signaler par des feux d'artifice : il aimoit à faire de la dépense ; enfin se croyant toujours être jeune, il continuoit le même genre de vie, lorsqu'il tomba dans une dangereuse maladie qui l'enleva à Rome en 1694 à l'âge de soixante & onze ans : on le porta à Saint Laurent in Lucina sa paroisse, où assista l'académie de Saint Luc qui l'avoit reçu dans son corps en 1652. Il laissa à ses petits neveux un bien assez considérable & fit plusieurs legs.
Ce maître est très aimable dans ses desseins : il y en a à la sanguine, dont les hachures sont de tous côtés avec des contours peu prononcés : d'autres sont peints à gouasse [gouache] avec un trait de plume qui en arrête les contours : sa touche légère, un païsage agréable, de la couleur, un goût particulier qu'il s'étoit formé, l'annonceront toujours chez l'Amateur.
On voit de ses ouvrages dans la chapelle Mignanelli à la pace, il y a peint un Adam & une Ève, figures plus grandes que nature. Le tableau de l'Autel de la chapelle des Fonts dans l'Église de monte porzio, dans le palais Pallavicini, le voyage de Jacob, l'entrée de l'Ambassadeur de Pologne, dont il a fait la perspective, plusieurs figures de l'escalier de l'Église de la Madona del popolo sont encore de sa main. 
Les quatre saisons pour l'Angleterre, Mars & Apollon avec plusieurs Satires.
Il a peint dans les palais Colona, Pamphile, Borghese, Chigi, Ginetti, Cenci.
On a gravé depuis peu quatre sujets qui sont les saisons »

— Dezallier d'Argenville, Abrégé de la vie des plus fameux peintres

P. M. Gault de Saint-Germain, dans son Guides des amateurs de peinture, publié en 1835, précise :

« Philippe Laure s'appliqua à peindre des sujets d'histoire ou de la fable en petit, avec des fonds de paysages d'une grande fraîcheur et d'une grande légèreté. Sa perspective est rigoureuse et son architecture régulière et de bon goût. Il se plaisait à faire des scènes de bacchantes et des orgies, et a laissé quelques bonnes pièces de poésies. »

— P. M. Gault de Saint-Germain, Guide des amateurs de peinture

## Iconographie

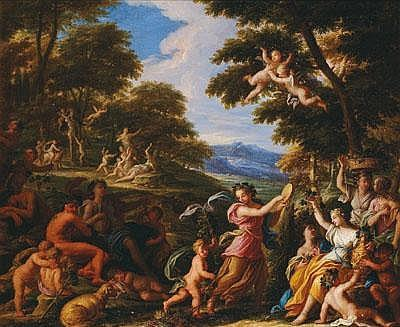
Allégorie de l'Automne, par Filippo Lauri, milieu du XVIIe siècle. Vente du Dorotheum, Vienne (Autriche), 31 mars 2009, lot 74.
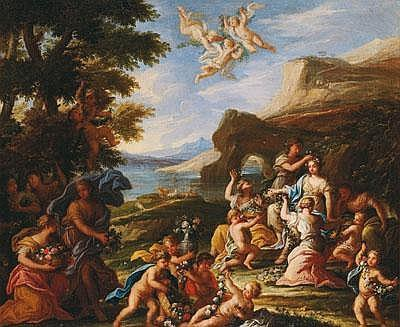
Allégorie du Printemps, par Filippo Lauri, milieu du XVIIe siècle. Vente du Dorotheum, Vienne (Autriche), 31 mars 2009, lot 75.
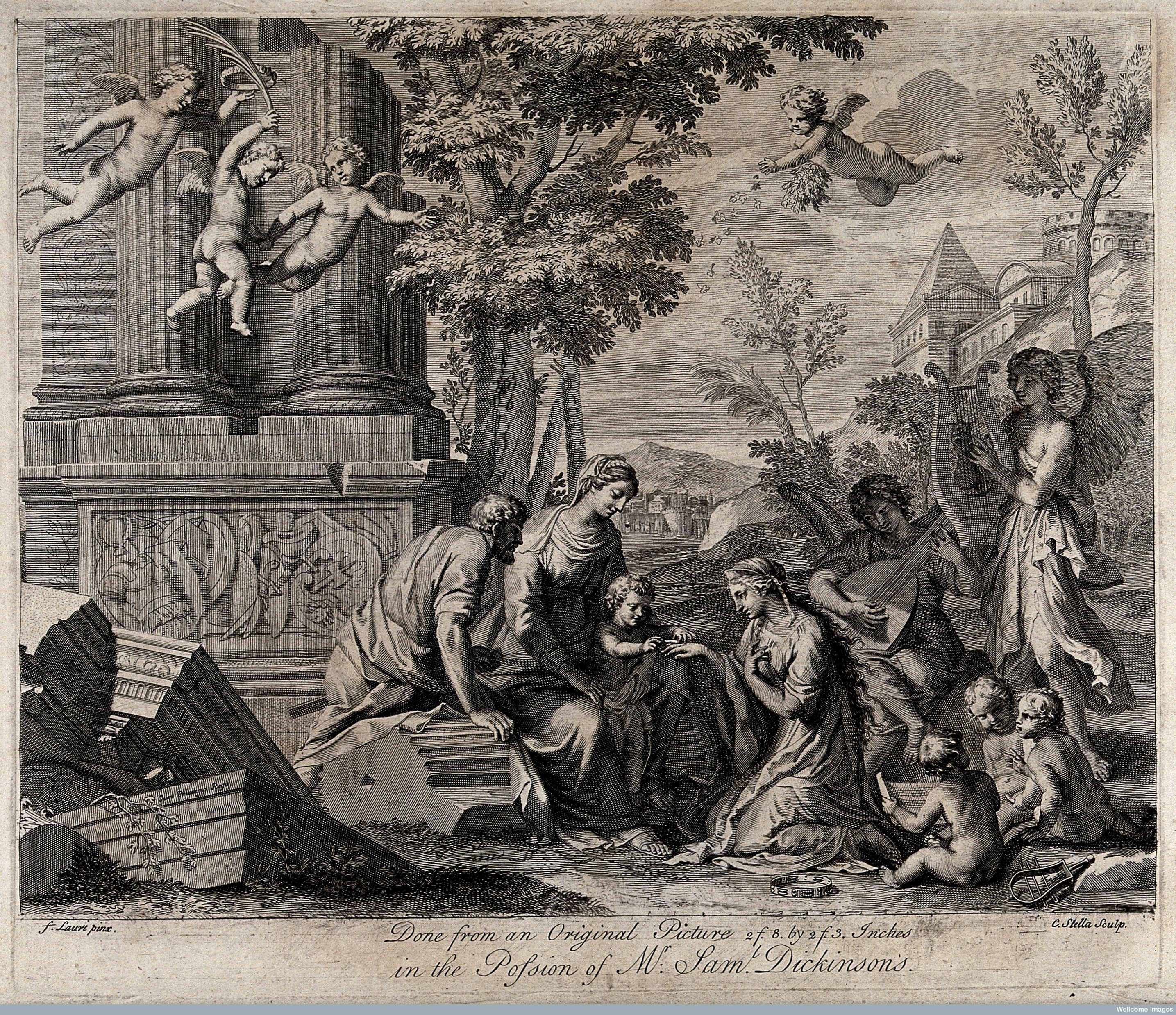
The mystic marriage of Catherine of Alexandria and the infan, Wellcome Library, London.
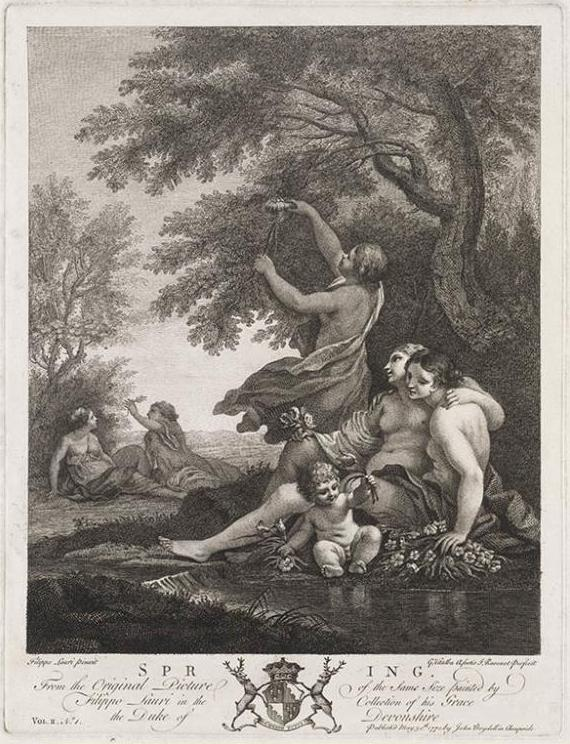
Gravure d'une toile de Filippo Lauri.
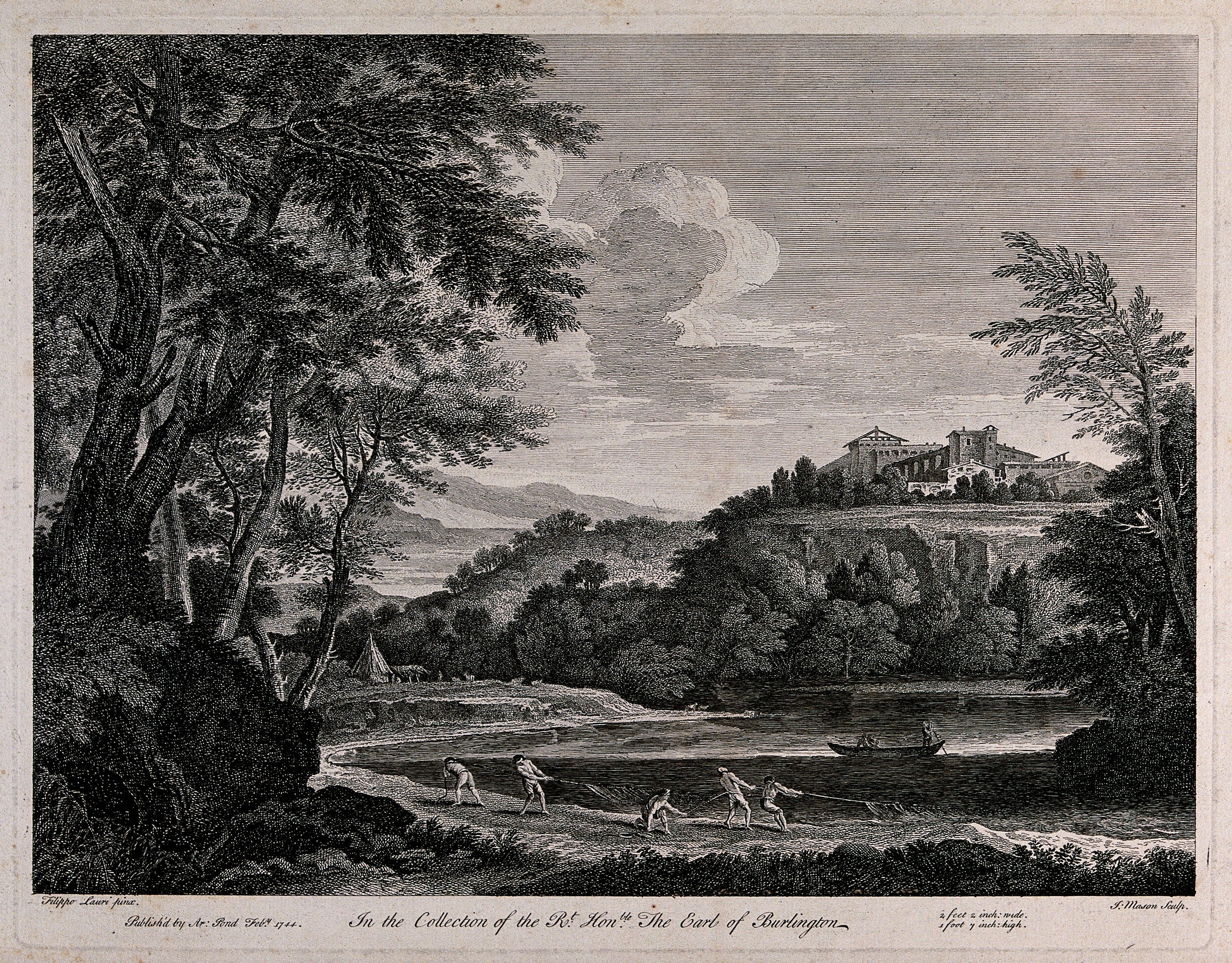
Paysage gravé de Filippo Lauri.
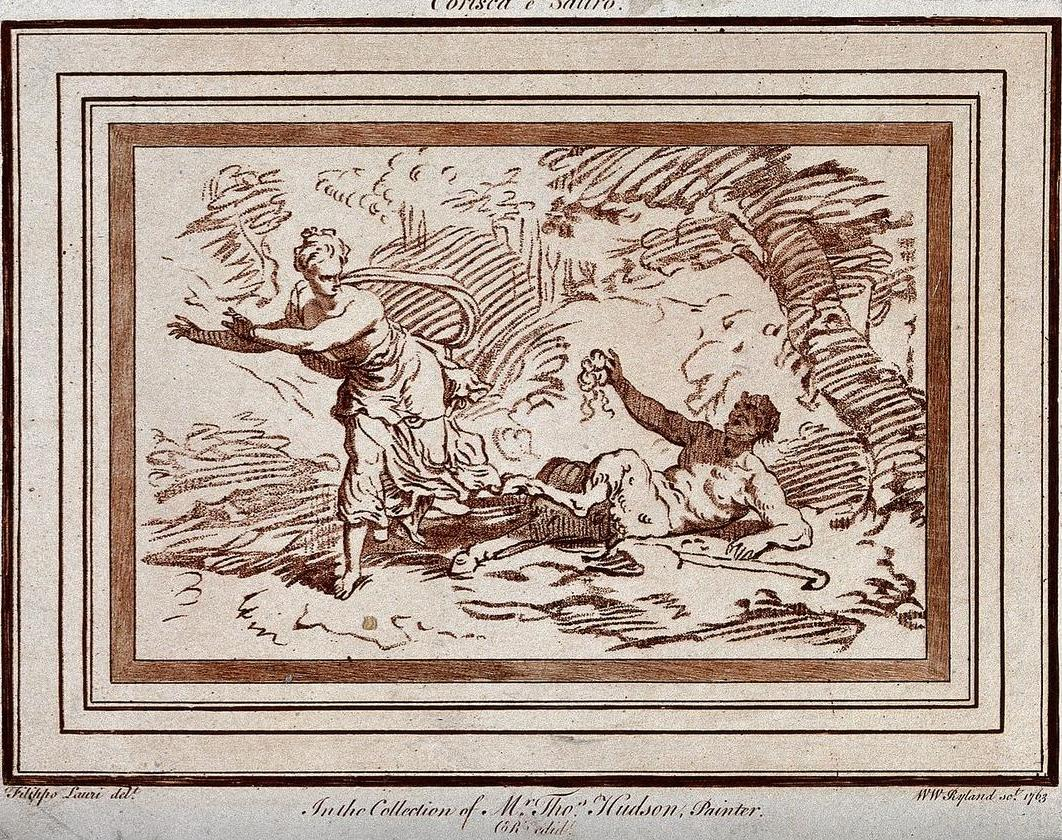
Corsica and the satyr, Wellcome Librairy, Londres. Sanguine de Filippo Lauri.

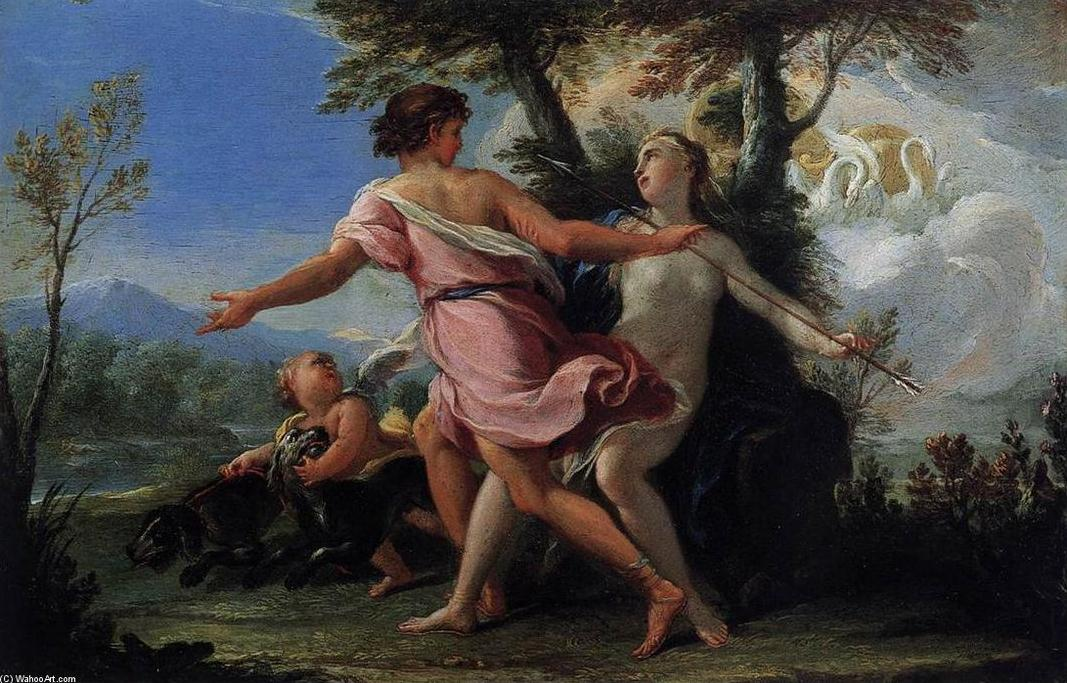
Vénus et Adonis, par Filippo Lauri, Académie des beaux-arts de Vienne, Autriche. 18 x 29 cm.
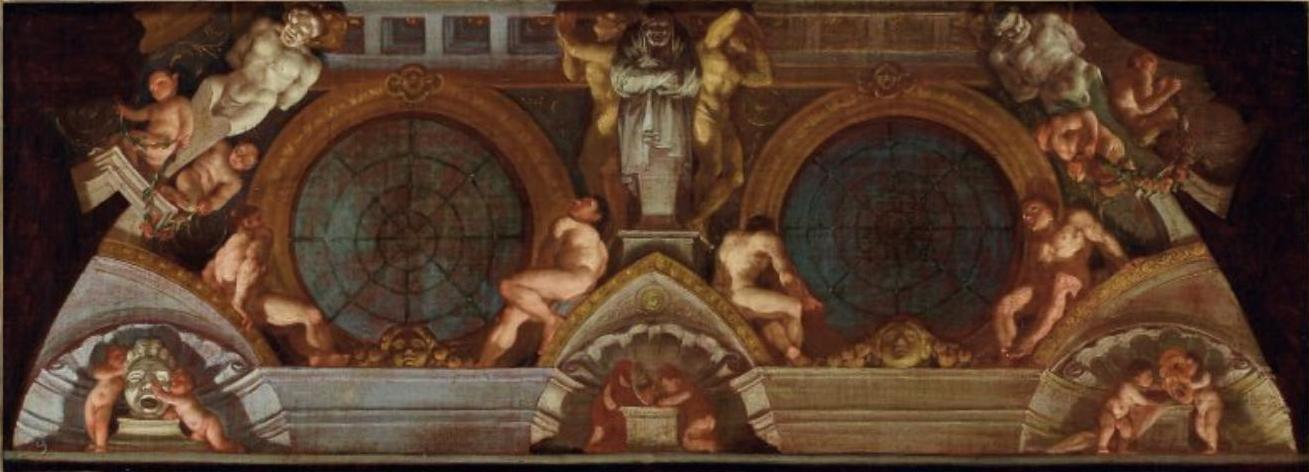
Projet de décoration pour un plafond, Filippo Lauri, 33 x 85 cm. Collection particulière.
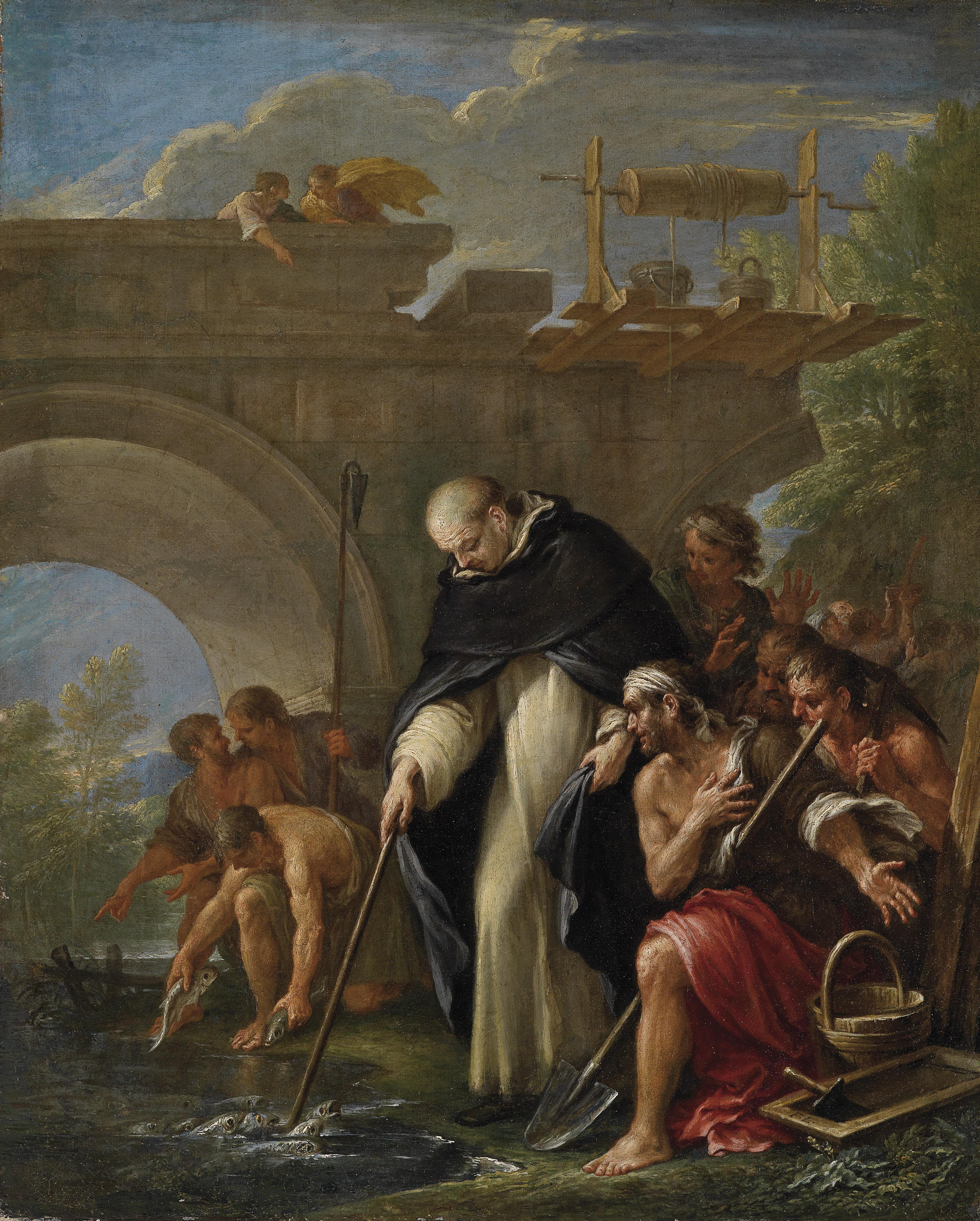
Le miracle de Saint-Vincent. (œuvre de la fin de sa vie)

## Œuvres
- Célébration de Christine de Suède, Palais Barberini, Rome.
- Alphée poursuivant Arethuse, esquisse ou réplique d’une fresque ornant une mezzanine du Palais Borghèse, Rome par Lauri en 1671, huile sur toile, 27 x 42 cm, musée du Louvre, Paris[4].
- Saint-François en extase, huile sur toile, 48 x 72 cm, musée du Louvre, Paris. Ancienne collection du comte d'Angivillier[5].
- Apollon écorchant Marsyas, huile sur toile, 17 x 22 cm, musée du Louvre, Paris. Ancienne collection Le Tonnelier de Breteuil[6].
- Le musée du Louvre conserve également un ensemble de dix-sept dessins par Lauri au département des Arts Graphiques[7].
- La Lapidation de saint Etienne, huile sur bois, 46 x 64 cm, musée des Augustins de Toulouse[8]. Anciennement attribué à Pierre de Cortone (en 1805, 1813 et 1818).
- La comtesse de Verrue possédait deux toiles de l'artiste dans sa fameuse collection de tableaux et de livres, placée partie à Paris et partie dans sa maison de Meudon.

## Crédit d'auteurs
- (en) Cet article est partiellement ou en totalité issu de l’article de Wikipédia en anglais intitulé « Filippo Lauri » (voir la liste des auteurs).